# Jura-Cement-Fabriken
Die Jura-Cement-Fabriken AG (abgekürzt JCF) ist eine Herstellerin von Portland-Zement, deren Zementwerk sich in Wildegg in der Schweiz befindet. Die Jura-Cement-Fabriken AG wurde 1996 in die Jura-Holding eingegliedert und 1997 als eigenständige Tochtergesellschaft neu gegründet. Die Jura-Holding hat ihren Hauptsitz in Aarau auf der Zurlindeninsel neben dem Kraftwerk Rüchlig.

## Geschichte
Das Unternehmen entstand 1882 als Zementfabrik Zurlinden & Co in Aarau. Diese war als Kollektivgesellschaft organisiert. Sie gehörte zur Hälfte Rudolf Zurlinden, und zu je einem Viertel Daniel Schmutzinger-Oberlin und Carl Fischer. Im Zusammenhang mit der Eröffnung des Werkes in Wildegg wurde das Unternehmen in eine Aktiengesellschaft umgewandelt und in Jura-Cement-Fabriken Aarau und Wildegg umbenannt. Im Jahr 1903 wurde die Zement- und Kalkfabrik Fleiner & Co übernommen und deren Produktion stillgelegt. Im Gegenzug wurde die Produktionspalette um hydraulischen Kalk erweitert. In den Jahren 1927 bis 1929 wurde das Werk in Wildegg massiv ausgebaut, dafür aber das Werk in Aarau stillgelegt. Im Jahr 1920 erwarb das Unternehmen die Kalk und Steinfabrik in Beckenried. Über die Tochtergesellschaft und Steinfabrik in Beckenried beteiligte sich die JCF im Jahr 1933 an der Sand + Kies AG Alpnach und Sand + Kies AG Horw. Diese drei Gesellschaften wurden auch als Seegesellschaft bezeichnet, wobei 1969 als vierte Gesellschaft noch die WABAG Kies AG Beckenried dazukam. Per 1. Januar 1962 übernahm die JCF die Aktienmehrheit der Richner AG in Aarau. Im Jahr 1966 wurde das Werk Juracime S.A. in Cornaux eröffnet, das als Tochtergesellschaft organisiert war. Heute gehören alle diese Unternehmen zur Jura-Holding mit Sitz in Aarau, die unter der Marke JURA Materials-Gruppe am Markt auftritt.

## Produktionsbetriebe

### Werk Aarau

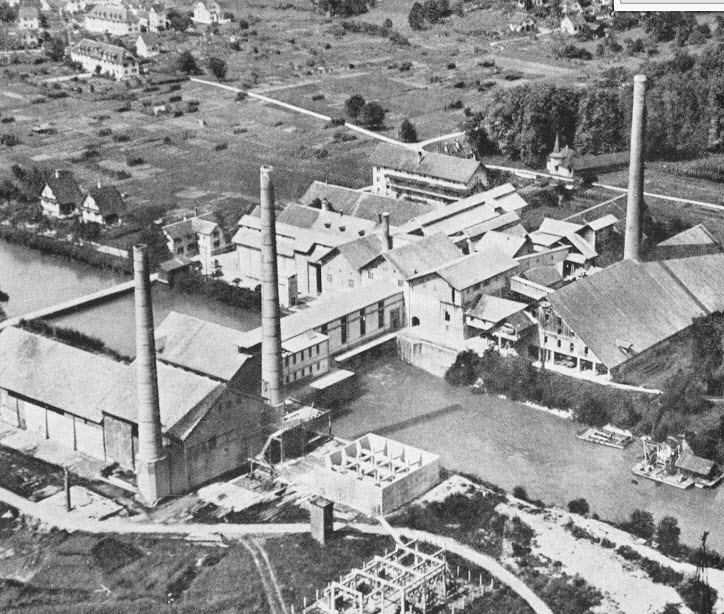
Werk Aarau kurz nach der Stilllegung

Das Werk Aarau befand sich unterhalb der Kettenbrücke in Aarau im Scheibenschachen. Es wurde im Jahre 1882 eröffnet. Zur Deckung der benötigten Energie wurde das Wasserkraftwerk Rüchlig erbaut. Anfänglich erfolgte die Übertragung über Transmissionsriemen, erst später wurde auf elektrische Kraftübertragung gewechselt. Der benötigte Kalkstein wurde von einem eigenen Steinbruch in Küttigen bezogen. Das Land für den Steinbruch wurde durch den Baumeister und Mitinhaber Schmutzinger-Oberlin 1881 gekauft. Der Transport der Steine erfolgte anfänglich mit einer Rollbahn, ab 1907 mit einer Seilbahn. Anfänglich wurde die Kohle und der Zement mit Pferdefuhrwerken zwischen dem Werk und dem Güterbahnhof Gais befördert. Da dieser Weg mitten durch die Stadt führte, war dieser Zustand unbefriedigend. Deshalb wurde 1891 im Torfeld Land gekauft, damit dort eine Verladestation mit Gleisanschluss errichtet werden konnte. Die Verladestation war mit einer Seilbahn mit dem Werk verbunden.
Die drei Schachtöfen lieferten im Jahr 1883 2160 Tonnen Portlandzement, später wurden zwei weitere Schachtöfen errichtet. Die Schachtöfen arbeiteten nach dem System «Frühling», und das Mahlwerk war mit Champagnerstein ausgerüstet. Nachdem man sich 1905 in Amerika von der Zuverlässigkeit des Systems überzeugen konnte, wurde 1906 eine Rotierofenanlage erbaut, die im Trockenverfahren arbeitete. Der erste Smidth-Ofen hatte eine Länge von 30 Metern und eine Tageskapazität von 65–70 Tonnen Klinker. Im Jahr 1907 wurden die Ringöfen abgestellt, nachdem sich der Rotierofen eingearbeitet hatte. Der Rotierofen im Trockenverfahren hielt sich nicht lange in Aarau, denn schon 1911 und 1912 wurden neue Öfen erbaut, die im Nassverfahren arbeiteten. Für das Nassverfahren wurden zwei Smidth-Nassdrehöfen eingebaut, die 1911 und 1912 in Betrieb genommen wurden. Diese Öfen hatten eine Länge von 50 Metern und einen Tagesausstoss von je 140 Tonnen Klinker. Dazu musste noch eine Schlammmühle gebaut werden. Die alten Rotieröfen wurden von Aarau nach Wildegg verlegt. Das Werk Aarau wurde 1929 stillgelegt und anschliessend abgebrochen. Trotz der Stilllegung des Werks verblieb der Geschäftssitz in Aarau. Er wurde zwischen 1960 und 1962 durch einen Neubau ersetzt und ist seit 1966/67 auch der Konzernsitz der heutigen Jura-Holding.

### Werk Wildegg

Werk Wildegg zwischen 1918 und 1937

Das Werk in Wildegg konnte im September 1890 den Betrieb aufnehmen. Wie beim Werk Aarau wurde zur Energiegewinnung ein Wasserkraftwerk erstellt. Dabei wurde über den Oberwasserkanal des Kraftwerkes Wildegg die erste Eisenbeton-Brücke der Schweiz erstellt. Die Brücke wurde 1983 abgebrochen, wurde aber vorgängig noch von der EMPA untersucht. Anfänglich wurden vier Schachtöfen errichtet, die nach dem System «Kavalesky» arbeiteten. Dazu kamen sechs Mahlgänge, die mit Champagnersteinen ausgerüstet waren. Die Schachtöfen wurden schon 1893–1895 durch eine Ringofenanlage ersetzt. Auch hier wurde 1907 eine Rotierofenanlage eingebaut, die im Trockenverfahren arbeitete. 1912 wurden die Trockenverfahren-Öfen von Aarau übernommen und zusätzlich ein neuer Ofen errichtet. Damit konnte 1912 der alte Ringofen ausser Betrieb genommen werden. Zwischen 1927 und 1929 wurde auch das Werk Wildegg auf Nassverfahren umgestellt und dabei grundlegend umgebaut. Hier wurde 1929 auch der erste Unax-Ofen erbaut. Es handelte sich ebenfalls um einen Smidth-Drehofen, der zusätzlich mit Rostvorwärmer ausgestattet war, dieser arbeitete im Halbtrockenverfahren und wird auch Lepol-Ofen genannt. Dieser Ofen hatte eine Länge von 84 Metern und einen garantierten Tagesausstoss von 270 Tonnen Klinker (24-Stunden-Betrieb). Er war bei der Errichtung der grösste Zementofen der Schweiz. Während des Zweiten Weltkrieges wurden Versuche unternommen, um den Zement mit elektrischer Energie zu brennen. Diese Art des Brennens blieb im Versuchsstadium und wurde infolge der Unwirtschaftlichkeit nach der Normalisierung der Rohstoffversorgung abgebrochen. Die Versorgungsengpässe mit Kohle drosselten das Werk am Ende auf 30 % der Gesamtkapazität (300'000 statt 1 Mio. Tonnen Jahresausstoss). Der Unax-Ofen 2 wurde 1946/47, der Unax-Ofen 3 1954 in Betrieb genommen. Die alten Rotationsöfen im Nassverfahren wurden 1973–1975 stillgelegt und 1980/81 abgebrochen. Die Befeuerung der Öfen erfolgte anfänglich mit Kohle. Die Öfen wurden zwischen 1957 und 1958 auf Schweröl umgebaut. Diesen Umbau machte man allerdings zwischen 1977 und 1981 rückgängig, so dass wieder Kohle als Hauptenergieträger für den Brennvorgang gebraucht wurde. Seit den 2000er Jahren gewinnen alternative Energiequellen an Bedeutung. Im Sinne der Kreislaufwirtschaft wird die nicht erneuerbare Steinkohle schrittweise durch Brennstoffe wie Altreifen, Kunststoffabfälle, Trockenklärschlamm, Fleischmehl, Altöl, Lösemittelabfälle, Altpapier und Altholz ersetzt. Diese alternativen Brennstoffe decken mittlerweile über 80 % des Energieverbrauchs.
Die beiden ersten Steinbrüche befinden sich in Auenstein und Veltheim. Der Transport der Steine erfolgte anfänglich mit einer Seilbahn. 1954 konnte der Steinbruch Jakobsberg in der Gemeinde Auenstein erschlossen werden. 1968 wurde der Steinbruch Oberegg eröffnet, der zusammen mit der Zementfabrik Holderbank betrieben wurde. Hier kam eine mobile Brechanlage mit Schreitwerk zum Einsatz, so dass der Abtransport des gebrochenen Kalksteins auf gedeckten Transportbändern erfolgen konnte.
Erweiterung der Steinbrüche Auenstein und Veltheim: Im Osten des Abbaugebietes ist bereits ein erster Teil des Steinbruchs als Wald renaturiert und im Westen wurde Ende 2017 mit der Auffüllung der Oberegg begonnen. Dieser Teil des Steinbruches sollte bis ca. 2035 aufgefüllt und renaturiert sein. Um die Rohstoffversorgung bis ca. 2045 zu sichern, hat die Jura-Cement-Fabriken gemeinsam mit dem Kanton, den Gemeinden und Fachleuten einen räumlich und zeitlich klar begrenzten Entwicklungsplan erarbeitet. Die Gemeindeversammlungen in Auenstein und Veltheim haben im Januar 2020 die Änderung des Teilnutzungsplans Abbaugebiete gutgeheissen. Dieser sieht unter grösstmöglicher Schonung der Landschaft und bei kleinstmöglicher Belastung der Anwohner eine etappenweise Erweiterung des Abbaugebietes vor.

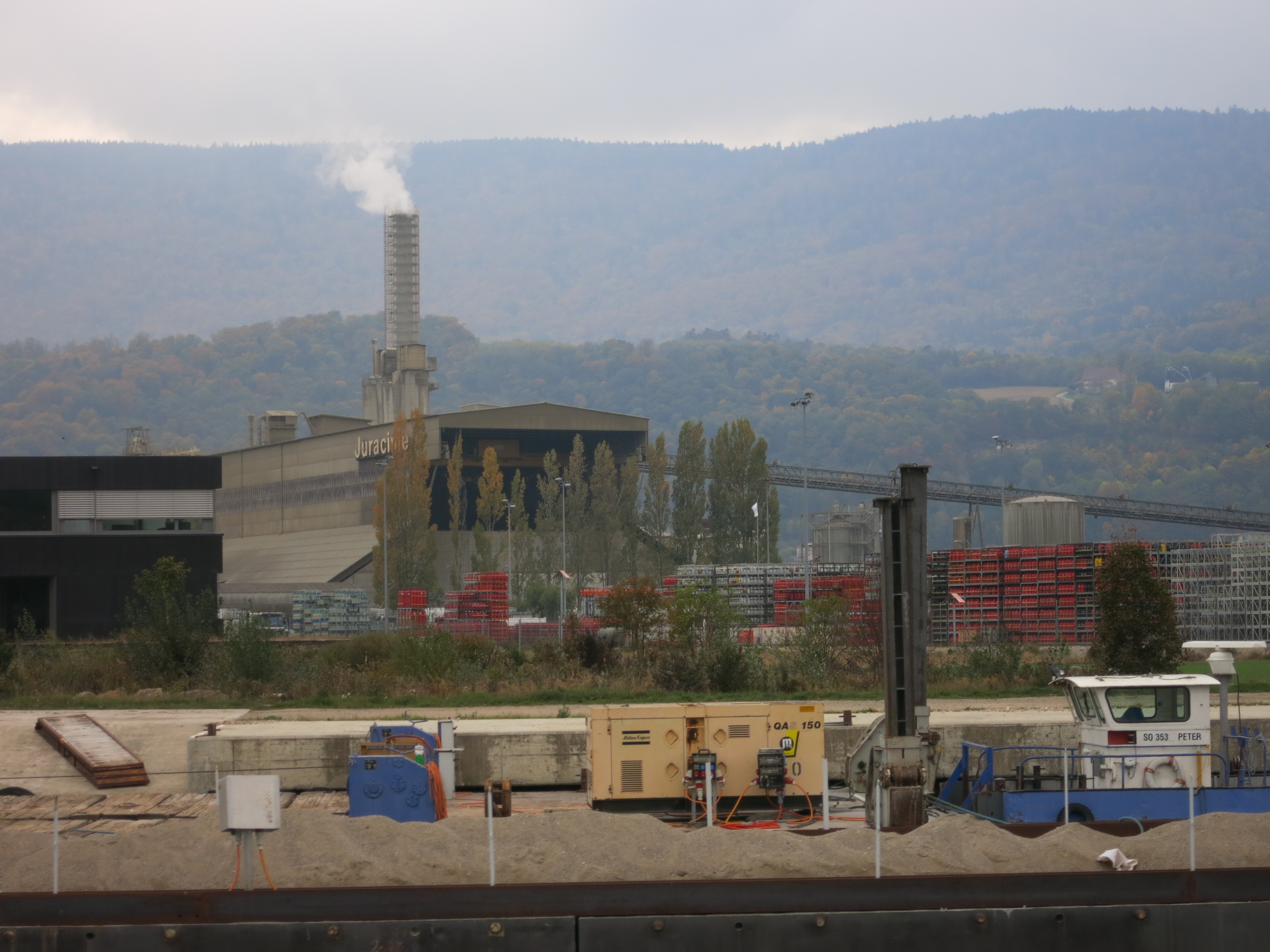
Werk Juracime, Cornaux

### Werk Cornaux
Durch die Erkenntnis, dass das Werk Wildegg nicht beliebig ausbaufähig sei und dass auch die Verteilung auf dem Markt durch zwei Werke besser wäre, entstand die Idee, im Bereich des Bieler und des Neuenburger Sees ein zweites Zementwerk zu errichten. Der Verwaltungsrat beschloss am 7./8. November 1960, diese Idee umzusetzen. In der Folge wurde am 21. Dezember 1961 die Juracime S.A. (JC) in Cornaux gegründet. Der Grundstein für das Werk konnte am 11. Juni 1964 gelegt werden und das Werk im Frühjahr 1966 in Betrieb genommen werden. Das Werk bestand aus einem Drehofen des Systems Lepol mit einer vorgelagerten Rohmehlmühle und einer nachgelagerten Zementmühle. Das Werk hatte bei der Erbauung eine Kapazität von 275'000 Tonnen. Der Drehofen kann wahlweise mit Schweröl, Gas oder Kohle betrieben werden – mittlerweile kommen jedoch zu rund 70 % alternative Brennstoffe zum Einsatz. Für das Werk wurde ein Steinbruch für Kalkstein oberhalb des Dorfs Cornaux und ein Tonmergelbruch in der Ebene südwestlich von Cornaux angelegt. Der Standort Cornaux spielt neulich eine zentrale Rolle bei der Herstellung von kalziniertem Ton, der in neuen Generationen von CO₂-armen Zementen teilweise den Klinker ersetzt. Die Juracime S.A. ist eine 100 % Tochtergesellschaft der Jura-Holding (JURA Materials-Gruppe).
.

### Kraftwerk Rüchlig (Aarau)

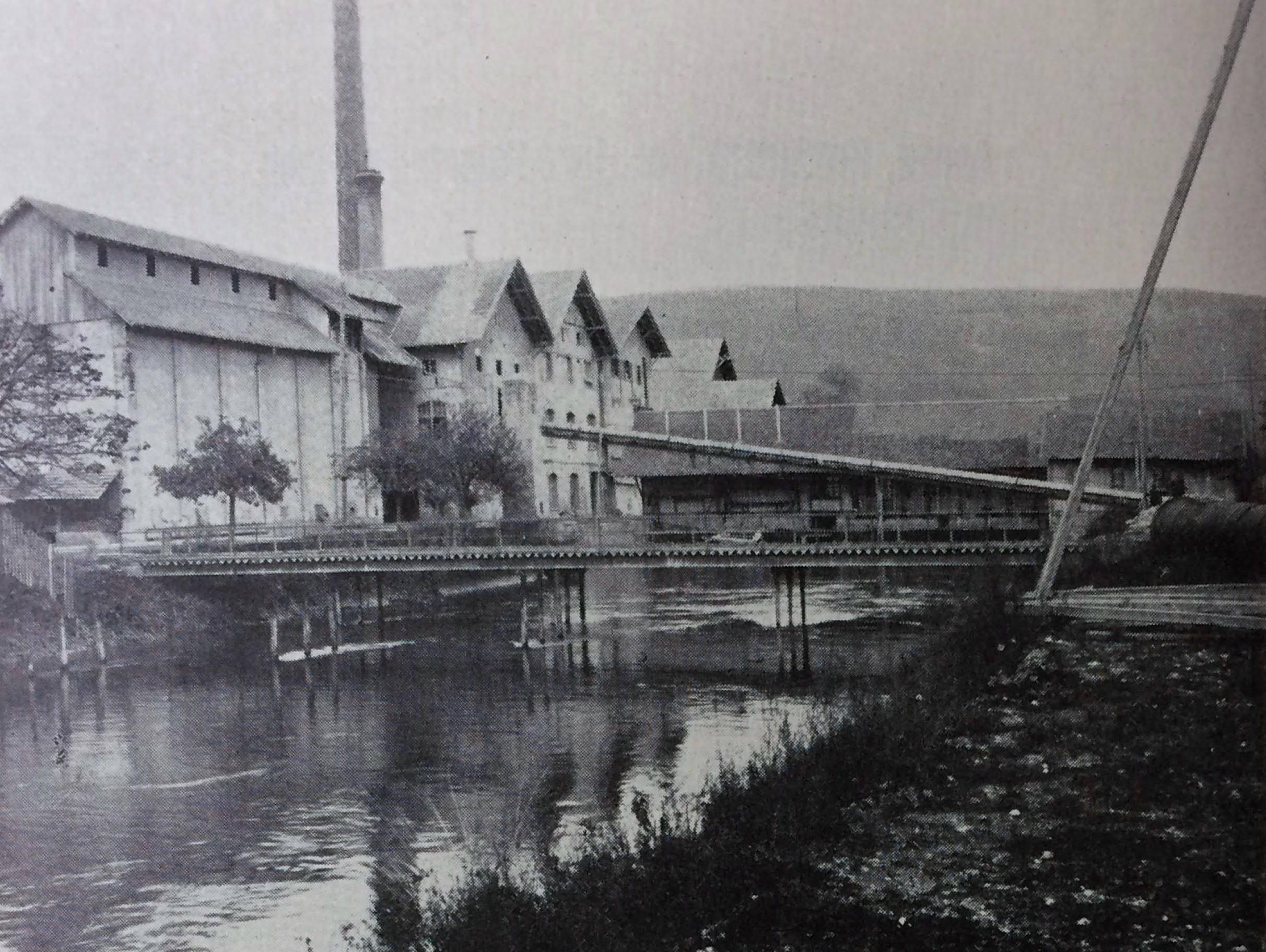
Kraftwerk Rüchlig ca. 1926

Das Aare-Kraftwerk Rüchlig wurde in den Jahren 1882 bis 1883 gebaut. Es befindet sich im linken, nördlichen Arm der Aare bei der Zurlindeninsel, während sich im rechten, südlichen Arm das Stauwehr befindet. Das Kraftwerk wurde im Verlauf des 20. Jahrhunderts in mehreren Etappen ausgebaut und 2011 von der Axpo übernommen und in den folgenden Jahren erneuert. Die drei Rohrturbinen haben eine maximale Leistung von 11 MW und können in durchschnittlichen Jahren 64 Millionen kWh erzeugen.

### Kraftwerk Wildegg
Das Kraftwerk besass bei der Eröffnung zwei Jonval-Turbinen und eine Nutzungserlaubnis von 175,55 PS. Das Kraftwerk wurde 1945 aufgegeben und die Wasserrechte an das Kraftwerk Rupperswil-Auenstein abgetreten, das von der NOK und den SBB betrieben wird. Bis zum Ablauf der Konzession wurde von diesem Kraftwerk Ersatzenergie geliefert.

## Betriebszahlen
Betriebszahlen für das Werk Aarau/Wildegg
| Jahr | Jahresproduktion Tonnen/Zement | Angestellte | Energieaufwand Kohle kg/t Zement | Elektrische Energie kWh/t Zement |
| ---- | ------------------------------ | ----------- | -------------------------------- | -------------------------------- |
| 1900 | 34'000                         | 620         | 212                              | 160                              |
| 1912 | 78'000                         | 850         | 192                              | 150                              |
| 1950 | 164'000                        | 240         | 189                              | 120                              |
| 1973 | 575'000                        | 260         | 163 (SKE)                        | 92                               |
| 1975 | 360'000                        | 170         | 150 (SKE)                        | 97                               |
| 1980 | 330'000                        | 140         | 136 (SKE)                        | 101                              |
| 1985 | 500'000                        | 130         | 120 (SKE)                        | 105                              |